# Pologne aux Jeux olympiques d'été de 1960
L'équipe de Pologne olympique a remporté 21 médailles (4 en or, 6 en argent, 11 en bronze) lors de ces Jeux olympiques d'été de 1960 à Rome, se situant à la 9e place des nations au tableau des médailles.
L'athlète  Teodor Kocerka est le porte-drapeau d'une délégation polonaise comptant   sportifs (hommes et  femmes).

## Liste des médaillés polonais

### Médailles d'Or
| Sport              | Discipline               | Sportifs              | Performance  |
| Médailles d'or : 4 |                          |                       |              |
| Athlétisme         | Triple Saut (H)          | Józef Szmidt          | 16,81 m      |
| Athlétisme         | 3 000 mètres steeple (H) | Zdzisław Krzyszkowiak | 8 min 34 s 2 |
| Boxe               | Poids Léger (H)          | Kazimierz Paździor    |              |
| Haltérophilie      | Poids (H)                | Ireneusz Paliński     |              |

### Médailles d'Argent
| Sport                  | Discipline           | Sportifs                     | Performance |
| Médailles d'argent : 6 |                      |                              |             |
| Athlétisme             | Saut en hauteur (F)  | Jarosława Jóźwiakowska-Bieda |             |
| Athlétisme             | Saut en longueur (F) | Elżbieta Krzesińska          |             |
| Boxe                   | Poids Plume          | Jerzy Adamski                |             |
| Boxe                   | Poids Moyen          | Tadeusz Walasek              |             |
| Boxe                   | Poids Mi-lourd       | Zbigniew Pietrzykowski       |             |

### Médailles de Bronze
| Sport                    | Discipline         | Sportifs                                                                            | Performance |
| Médailles de bronze : 11 |                    |                                                                                     |             |
| Athlétisme               | 5 000 mètres (H)   | Kazimierz Zimny                                                                     |             |
| Athlétisme               | Marteau (H)        | Tadeusz Rut                                                                         |             |
| Athlétisme               | 4 x 100 mètres (F) | Teresa Ciepły Barbara Lerczak-Janiszewska-Sobotta Celina Jesionowska Halina Górecka |             |
| Boxe                     | Poids Coq          | Brunon Bendig                                                                       |             |
| Boxe                     | Poids Super-léger  | Marian Kasprzyk                                                                     |             |
| Boxe                     | Poids Mi-moyen     | Lech Drogosz                                                                        |             |
| Haltérophilie            | Poids (H)          | Jan Bochenek                                                                        |             |

{...}

## Engagés polonais par sport

### Athlétisme
| Hommes | Femmes |
| --- | --- |
| 100 mètres - Marian Foik 200 mètres - Marian Foik, 4e 400 mètres - Jerzy Kowalski - Stanisław Swatowski 800 mètres - Zbigniew Makomaski - Stefan Lewandowski - Zbigniew Orywał 1 500 mètres - Stefan Lewandowski - Zbigniew Orywał 5 000 mètres - Kazimierz Zimny, Médaille de bronze - Marian Jochman 10 000 mètres - Zdzisław Krzyszkowiak, 7e - Stanisław Ożóg, 18e - Kazimierz Zimny 110 mètres haies - Roman Muzyk 400 mètres haies - Wiesław Król - Zdzisław Kumiszcze 3 000 mètres steeple - Zdzisław Krzyszkowiak, Médaille d'or - Jerzy Chromik 4 x 100 mètres - Marian Foik 26, Jan Jarzembowski, Józef Szmidt et Jerzy Juskowiak 4 x 400 mètres - Edward Bożek, Stanisław Swatowski, Bogusław Gierajewski et Jerzy Kowalski Saut en hauteur - Piotr Sobotta, 15e Saut à la perche - Andrzej Krzesiński, 12e - Janusz Gronowski, 18e Saut en longueur - Kazimierz Kropidłowski, 16e Triple Saut - Józef Szmidt, Médaille d'or - Ryszard Malcherczyk, 6e - Jan Jaskólski, 24e Poids - Alfred Sosgórnik, 6e - Eugeniusz Kwiatkowski, 16e Disque' - Edmund Piątkowski, 5e - Zenon Begier, 14e Marteau - Tadeusz Rut, Médaille de bronze - Olgierd Ciepły, 5e Javelot - Zbigniew Radziwonowicz, 7e - Janusz Sidło, 8e | 100 mètres - Halina Górecka - Teresa Ciepły 200 mètres - Barbara Lerczak-Janiszewska-Sobotta, 5e - Celina Jesionowska - Halina Górecka 800 mètres - Beata Żbikowska, 8e - Krystyna Nowakowska - Zofia Walasek 80 mètres haies - Teresa Ciepły - Barbara Sosgórnik 4 x 100 mètres - Teresa Ciepły, Barbara Lerczak-Janiszewska-Sobotta, Celina Jesionowska et Halina Górecka, Médaille de bronze Saut en hauteur - Jarosława Jóźwiakowska-Bieda, Médaille d'argent Saut en longueur - Elżbieta Krzesińska, Médaille d'argent - Maria Piątkowska-Chojnacka-Ilwicka, 11e - Maria Kusion-Bibro, 13e Poids - Jadwiga Klimaj, 10e - Eugenia Rusin, 11e Disque - Kazimiera Rykowska, 13e Javelot - Urszula Figwer, 5e |

### Boxe
Podium olympique de Boxe
| Hommes |
| --- |
| Poids Mouche - Henryk Kukier, 17e Poids Coq - Brunon Bendig, Médaille de bronze Poids Plume - Jerzy Adamski, Médaille d'argent Poids Léger - Kazimierz Paździor, Médaille d'or Poids Super-léger - Marian Kasprzyk, Médaille de bronze Poids Mi-moyen - Lech Drogosz, Médaille de bronze Poids super-mi-moyen - Henryk Dampc, 5e Poids Moyen - Tadeusz Walasek, Médaille d'argent Poids Mi-lourd - Zbigniew Pietrzykowski, Médaille d'argent Poids Lourd - Władysław Jędrzejewski, 9e |

### Haltérophilie
| Hommes |
| --- |
| Poids Coq - Marian Jankowski, 5e Poids Léger - Marian Zieliński, 4e - Waldemar Baszanowski, 5e Poids Moyen - Krzysztof Beck, 5e Poids - Ireneusz Paliński, Médaille d'or - Jan Bochenek, Médaille de bronze Poids Mi-lourd - Czesław Białas, 7e |

### Hockey sur gazon
| Hommes |
| --- |
| L'équipe polonaise olympique termine 12e - Alfons Flinik - Czesław Kubiak - Henryk Flinik - Jan Flinik - Jan Górny - Kazimierz Dąbrowski(sportif) - Leon Wiśniewski - Narcyz Maciaszczyk - Roman Micał - Ryszard Marzec - Władysław Śmigielski - Włodzimierz Różański - Zdzisław Wojdylak |

### Natation
| Hommes |
| --- |
| 100 mètres nage libre - Andrzej Salamon - Bernard Aluchna 400 mètres nage libre - Jerzy Tracz - Jan Lutomski 4 x 200 mètres nage libre - Andrzej Salamon, Bernard Aluchna, Jerzy Tracz et Jan Lutomski 200 mètres dos - Andrzej Kłopotowski, 7e |